# Стършели
Вижте пояснителната страница за други значения на Стършел.
Стършелите (Vespa) са род социални оси от семейство Vespidae. Някои индивиди достигат до 5,5 cm дължина. Различават се от другите видове оси по относително големия си горен край на главата и по закръглената си долна част на стомаха. Съществуват 22 вида стършели по света, както и три вида нощни стършели (Provespa). Повечето видове се срещат в тропичните райони на Азия, въпреки че европейският стършел (Vespa crabro) е широко разпространен из Европа, Русия, Северна Америка и Североизточна Азия.
Както останалите социални оси, стършелите строят общи гнезда като дъвчат дърво за да образуват целулозна маса. Всяко гнездо има една царица, която снася яйца и се обслужва от две работнички, които не са фертилни. Повечето видове правят гнездата си на открито, в дървета или храсти, но някои видове като ориенталския стършел строят гнезда под земята или в кухини. В тропичните райони тези гнезда могат да стоят целогодишно, но в умерените райони, гнездото не издържа през зимата и самотните царици хибернират в листа или друг изолиращ материал до пролетта.
Стършелите често се считат за вредители, тъй като агресивно бранят гнездата си, когато са заплашени. Това е особено вярно за стършелите, които си правят гнездата близо до човешките местообитания, тъй като ужилванията им са по-опасни от тези на пчелите.

## Ужилване
Стършелите имат жила, които използват за да убиват плячка и за да защитават гнездата си. Ужилването от стършел е по-болезнено за човека, отколкото обикновено ужилване от оса, защото отровата на стършела съдържа голямо количество (5%) ацетилхолин. Един стършел може да жили многократно. За разлика от пчелите, стършелите и осите не умират, след като ужилят, защото жилата не се изваждат от телата им.
Токсичността на стършеловото ужилване варира според вида. Някои видове доставят просто типичното ужилване от насекомо, докато други видове са едни от най-отровните насекоми. Ужилването на стършела само по себе си не е фатално, освен в случаите, когато жертвата е алергична. Множество ужилвания от неевропейски стършели могат да бъдат фатални, поради високо токсичните компоненти на отровата у някои видове.
Ужилванията на гигантския азиатски стършел (Vespa mandarinia) са най-отровните и за тях се смята, че предизвикват смъртта на 30 – 50 души годишно в Япония. Отровата на гигантския азиатски стършел може да предизвика алергична реакция и множествена органна недостатъчност, водейки до смърт. Все пак, чрез диализа е възможно да се премахнат токсините от кръвта.
Хората, алергични към оси, са също алергични и към стършели. Алергичните реакции обикновено се третират с инжекция адреналин и с незабавно последващо лечение в болница. В тежки случаи, алергичните хора могат да изпаднат в анафилактичен шок и да умрат, ако не се лекуват веднага.

## Видове (22 срещащи се днес + 7 †изкопаеми; не са включени подвидовете)
- Vespa affinis
- Vespa analis
- Vespa basalis
- Vespa bellicosa
- Vespa bicolor
- †Vespa bilineata
- Vespa binghami
- †Vespa ciliata
- †Vespa cordifera
- Vespa crabro
- †Vespa crabroniformis
- †Vespa dasypodia
- Vespa ducalis
- Vespa dybowskii
- Vespa fervida
- Vespa fumida
- Vespa luctuosa
- Vespa mandarinia
- Vespa mocsaryana
- Vespa multimaculata
- †Vespa nigra
- Vespa orientalis
- Vespa philippinensis
- †Vespa picea
- Vespa simillima
- Vespa soror
- Vespa tropica
- Vespa velutina
- Vespa vivax